# Palladium (Praga)
Palladium – centrum handlowe w Pradze na Placu Republiki. Zostało otwarte w dniu 25 października 2007 roku.

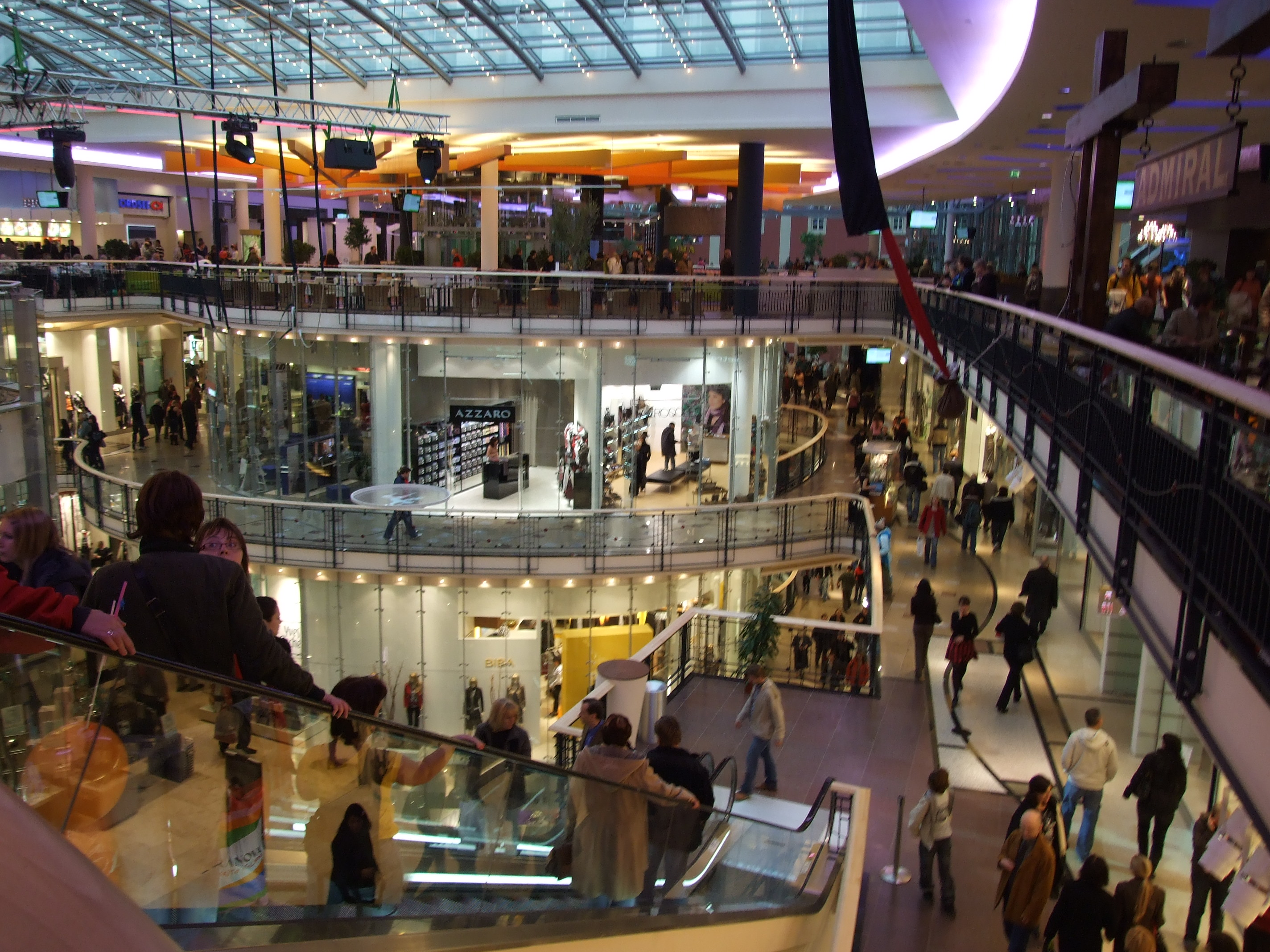
Wnętrzne centrum

 Zostało zbudowane na miejscu baraków Jerzego z Podiebradów, które były przez długi czas w latach 90 XX wieku, były opuszczone. Centrum ma 11 pięter, z czego 5 znajduje się pod ziemią, 6 w przebudowanym domu obiekcie. Centrum oferuje swoje produkty przede wszystkim o charakterze luksusowym i modowym.